# Angélique, marquise des anges
Angélique, marquise des anges (Brasil: Angélica, a marquesa dos anjos ) é um filme francês, de aventura e romance com fundo histórico de 1964, dirigido e roteirizado por Benard Borderie, baseado nos livros de Anne e Serge Golon. Há,no entanto, muitas distorções quanto ao célebre folhetim original. 
Estrelado por Michèle Mercier, Robert Hossein e Giuliano Gemma. Música de Michel Magne.

## Sinópse
Na França de Luís XIV, as aventuras de Angélique, as intrigas palacianas, seu casamento com Peyrac um homem deformado e forjado por suas aventuras, a inquisição e sua queda ao Pátio dos Milagres onde encontra Calembredaine e torna-se a Marquesa dos Anjos.

## Elenco
- Michèle Mercier ....... Angélique
- Robert Hossein ....... Joffrey de Peyrac
- Jean Rochefort ....... Desgrez
- Claude Giraud ....... Philippe de Plessis-Bellieres
- Giuliano Gemma ....... Nicolas/Calembredaine
- Charles Régnier
- Jacques Toja ....... Louis XIV
- Madeleine LeBeau
- Jean Topart
- Philippe Lemaire
- Jean Ozenne
- Noël  Roquevert